# Liste der Kulturdenkmale in Altenburg
Die Liste der Kulturdenkmale der Stadt Altenburg umfasst alle Denkmalensembles, Bau- und Kunstdenkmale und Bodendenkmale der Stadt Altenburg sowie der Objekte bzw. Ensembles, für die eine Eintragung in das Denkmalbuch vorgesehen bzw. beantragt ist. Rechtsgrundlage ist das Thüringer Denkmalschutzgesetz.

## Kulturdenkmale nach Ortsteilen gem. § 2 Abs. 1 ThürDSchG

### Altenburg
| Bild                                    | Bezeichnung                                                                                     | Lage | Datierung                                               | Beschreibung | ID |
| --------------------------------------- | ----------------------------------------------------------------------------------------------- | --- | ------------------------------------------------------- | --- | -- |
| weitere Bilder Fotos hochladen          | Stadtmauer                                                                                      | (Karte) |                                                         | in ihrem nachgewiesenen Verlauf und erhaltenen Bestand mit Stadtmauertürmen                                                                                      |    |
| Fotos hochladen                         | Stadtmauer                                                                                      | hinter der Kunstgasse 5 (Karte) |                                                         | Mauerturm, sog. Hussitenturm |    |
| weitere Bilder Fotos hochladen          | Stadtmauer                                                                                      | Teichstraße 8 / Langengasse 22 (Karte) |                                                         | Stadtmauerturm |    |
| weitere Bilder Fotos hochladen          | Stadtmauer                                                                                      | hinter der Johannisstraße 16 (Karte) |                                                         | Fragment Stadtmauerturm und Stadtmauer |    |
| Direkt Bild zu diesem Denkmal hochladen | Bahnbetriebsgelände Altenburg                                                                   | Rasephas / Unterzetzscha |                                                         | Stw W1 |    |
| Direkt Bild zu diesem Denkmal hochladen | Bahnbetriebsgelände Altenburg                                                                   | Betriebswerk Rasephas |                                                         | Stw B2 |    |
| Direkt Bild zu diesem Denkmal hochladen | Bahnbetriebsgelände Altenburg                                                                   | Verschiebebahnhof Rasephas |                                                         | Stw W3 |    |
| Direkt Bild zu diesem Denkmal hochladen | Bahnbetriebsgelände Altenburg                                                                   | Verschiebebahnhof Rasephas |                                                         | Stw W4 |    |
| Fotos hochladen                         | Bahnbetriebsgelände Altenburg                                                                   | Altenburg, Eisenbahnstraße 19 (Karte) |                                                         | Stw B5 |    |
| Direkt Bild zu diesem Denkmal hochladen | Bahnbetriebsgelände Altenburg                                                                   | Altenburg, Wettinerstraße o. Nr. |                                                         | Stw W6 |    |
| Fotos hochladen                         | Bahnbetriebsgelände Altenburg                                                                   | Altenburg, Leipziger Straße o. Nr. (Karte) |                                                         | Stw W7 |    |
| Fotos hochladen                         | Bahnbetriebsgelände Altenburg                                                                   | Zschernitzsch / Oberzetzscha, Oberzetzschaer Straße o. Nr. (Karte) |                                                         | Stw W8 |    |
| Direkt Bild zu diesem Denkmal hochladen | Bahnbetriebsgelände Altenburg                                                                   | Altenburg, Eisenbahnstraße o. Nr. |                                                         | Wagenhalle |    |
| Direkt Bild zu diesem Denkmal hochladen | Bahnbetriebsgelände Altenburg                                                                   | Rasephas / Knau |                                                         | Wasserturm |    |
| BW                                      | Wohnhaus                                                                                        | Am Anger 4 (Karte) | 1900 (ca.)                                              | Historistisch |    |
| weitere Bilder Fotos hochladen          | Wohn- und Geschäftshaus                                                                         | Amtsgasse 2 (Karte) | 1927                                                    | |    |
| BW                                      | Wohnhaus                                                                                        | Amtsgasse 3 (Karte) | 1750 (ca.)                                              | Barock |    |
| BW                                      | Röhrenmeisterhaus                                                                               | Auf den Röhren 18 (Karte) | 1705                                                    | Barock, zweigeschossiger Mansarddachbau |    |
| BW                                      | Wohnhaus                                                                                        | August-Bebel-Straße 15 (Karte) | 1902                                                    | |    |
| Direkt Bild zu diesem Denkmal hochladen | ehem. Hutfabrik Förster                                                                         | August-Bebel-Straße 16⁄17 mit Geschwister-Scholl-Straße 8 | 1866 (Um- und Ausbau in den Jahren 1884, 1890 und 1906) | Historistisch |    |
| BW                                      | Freibad Süd                                                                                     | August-Bebel-Straße 30 (Karte) |                                                         | |    |
| Direkt Bild zu diesem Denkmal hochladen | Gartenhaus                                                                                      | August-Bebel-Straße, Flurstück 4064/1 |                                                         | |    |
| weitere Bilder Fotos hochladen          | Wohn- und Geschäftshaus                                                                         | Baderei 11 (Karte) | 1750 (ca.)                                              | |    |
| Fotos hochladen                         | Vierseithof                                                                                     | Bauernweg 1 (Karte) | 1836                                                    | |    |
| weitere Bilder Fotos hochladen          | Altenburger Spielkartenfabrik                                                                   | Beethovenstraße 2 mit Leipziger Straße 7 (Karte) | 1820 (ca.)                                              | Produktionsgebäude, Baumeister Friedrich Frenzel (Eckgebäude) |    |
| BW                                      | Ehem. Knappschaftsverwaltungsgebäude                                                            | Beethovenstraße 25 (Karte) | 1924–1925                                               | Architekt: Karl Overhoff |    |
| weitere Bilder Fotos hochladen          |                                                                                                 | Bei der Brüderkirche 1 (Karte) | 1800 (ca.)                                              | klassizistisch, Bauherr: Bankier Reichenbach |    |
| weitere Bilder Fotos hochladen          | Wohnhaus                                                                                        | Bei der Brüderkirche 2 (Karte) | 1570 (ca., mit späteren Überformungen)                  | |    |
| weitere Bilder Fotos hochladen          | Wohnhaus                                                                                        | Bei der Brüderkirche 4 (Karte) | 1780 (ca.)                                              | Barock, Architekt: Johann Georg Hellbrunn |    |
| weitere Bilder Fotos hochladen          | Brüderkirche                                                                                    | Bei der Brüderkirche 5 (Karte) | 1905                                                    | einschl. Kirchhofmauer mit Grabsteinen und Epitaphien; Epoche: Historismus, Jugendstil                                                                           |    |
| weitere Bilder Fotos hochladen          | ehem. Stadtschule                                                                               | Bei der Brüderkirche 6 (Karte) |                                                         | |    |
| BW                                      |                                                                                                 | Beim Goldenen Pflug 4a mit Johannisvorstadt 6/7 (Karte) |                                                         | |    |
| weitere Bilder Fotos hochladen          | Frauenfelsschule                                                                                | Berggasse 7/8/9/10 (Karte) |                                                         | |    |
| weitere Bilder Fotos hochladen          | Rote Spitzen                                                                                    | Berggasse 15 (Karte) | nach 1172                                               | |    |
| weitere Bilder Fotos hochladen          |                                                                                                 | Berggasse 33 (Karte) |                                                         | |    |
| weitere Bilder Fotos hochladen          | Brauerei mit Sudhaus                                                                            | Brauereistraße 20 (Karte) |                                                         | |    |
| BW                                      |                                                                                                 | Braugartenweg 7 (Karte) |                                                         | |    |
| BW                                      |                                                                                                 | Braugartenweg 11 (Karte) |                                                         | |    |
| BW                                      |                                                                                                 | Braugartenweg 16 (Karte) |                                                         | |    |
| BW                                      |                                                                                                 | Brauhausstraße 37/38/39 mit Geschwister-Scholl-Straße 13a/13b (Karte) |                                                         | |    |
| weitere Bilder Fotos hochladen          |                                                                                                 | Brüdergasse 3 (Karte) |                                                         | mit Toranlage |    |
| weitere Bilder Fotos hochladen          | Sachteil Erker                                                                                  | Brüdergasse 7 (Karte) |                                                         | |    |
| weitere Bilder Fotos hochladen          | Pfarrhaus                                                                                       | Brüdergasse 11 (Karte) |                                                         | |    |
| weitere Bilder Fotos hochladen          | Seckendorff`sches Palais                                                                        | Brühl 1 (Karte) |                                                         | Seckendorffsches Palais |    |
| weitere Bilder Fotos hochladen          |                                                                                                 | Brühl 2 (Karte) |                                                         | |    |
| weitere Bilder Fotos hochladen          |                                                                                                 | Brühl 7 (Karte) |                                                         | |    |
| weitere Bilder Fotos hochladen          | Skatbrunnen                                                                                     | Brühl (Karte) |                                                         | |    |
| weitere Bilder Fotos hochladen          |                                                                                                 | Burgstraße 3 (Karte) |                                                         | |    |
| weitere Bilder Fotos hochladen          |                                                                                                 | Burgstraße 4 (Karte) |                                                         | |    |
| weitere Bilder Fotos hochladen          |                                                                                                 | Burgstraße 7 (Karte) |                                                         | |    |
| weitere Bilder Fotos hochladen          | Amtsgericht                                                                                     | Burgstraße 11 (Karte) |                                                         | |    |
| weitere Bilder Fotos hochladen          |                                                                                                 | Burgstraße 16 (Karte) |                                                         | |    |
| weitere Bilder Fotos hochladen          | ehem. Kanzleigebäude                                                                            | Burgstraße 17 (Karte) |                                                         | |    |
| weitere Bilder Fotos hochladen          | St. Bartholomäi                                                                                 | Burgstraße 18 (Karte) | 2. Viertel des 15. Jahrhunderts                         | |    |
| weitere Bilder Fotos hochladen          | ehem. Bankhaus                                                                                  | Burgstraße 19 (Karte) |                                                         | |    |
| BW                                      | Fleischerei, Sachteil Ladenausstattung                                                          | Carl-von-Ossietzky-Straße 4 (Karte) |                                                         | |    |
| weitere Bilder Fotos hochladen          | Gnadenkapelle                                                                                   | Carl-von-Ossietzky-Straße 13 (Karte) |                                                         | |    |
| weitere Bilder Fotos hochladen          |                                                                                                 | Carl-von-Ossietzky-Straße 14 (Karte) |                                                         | |    |
| weitere Bilder Fotos hochladen          | ehem. Ohlsche Privatklinik, einschl. Gartengrundstück mit Einfriedung                           | Carl-von-Ossietzky-Straße 19 (Karte) |                                                         | |    |
| weitere Bilder Fotos hochladen          |                                                                                                 | Carl-von-Ossietzky-Straße 27 (Karte) |                                                         | |    |
| weitere Bilder Fotos hochladen          | Druckhaus                                                                                       | Carl-von-Ossietzky-Straße 30/31 (Karte) |                                                         | ehemalig |    |
| weitere Bilder Fotos hochladen          |                                                                                                 | Carl-von-Ossietzky-Straße 41 (Karte) |                                                         | |    |
| weitere Bilder Fotos hochladen          |                                                                                                 | Carl-von-Ossietzky-Straße 45 (Karte) |                                                         | |    |
| BW                                      | Technikum                                                                                       | Darwinstraße 1/2 (Karte) |                                                         | |    |
| BW                                      |                                                                                                 | Dostojewskistraße 14 (Karte) |                                                         | |    |
| BW                                      |                                                                                                 | Dostojewskistraße 16 (Karte) |                                                         | |    |
| BW                                      |                                                                                                 | Dr.-Wilhelm-Külz-Straße 4/5/6/7 (Karte) |                                                         | |    |
| BW                                      |                                                                                                 | Dr.-Wilhelm-Külz-Straße 8 (Karte) |                                                         | |    |
| BW                                      |                                                                                                 | Dr.-Wilhelm-Külz-Straße 8a (Karte) |                                                         | |    |
| BW                                      |                                                                                                 | Dr.-Wilhelm-Külz-Straße 11 (Karte) |                                                         | |    |
| BW                                      |                                                                                                 | Dr.-Wilhelm-Külz-Straße 11a (Karte) |                                                         | |    |
| BW                                      |                                                                                                 | Dr.-Wilhelm-Külz-Straße 17a (Karte) |                                                         | |    |
| Fotos hochladen                         | Vierseithof                                                                                     | Dreschaer Dorfstraße 20 (Karte) |                                                         | |    |
| BW                                      | Fleischerei mit Ladenausstattung                                                                | Eisenbahnstraße 1a (Karte) |                                                         | |    |
| weitere Bilder Fotos hochladen          | Marstall mit Stallgebäude, Wohngebäude, Reithalle, Hofraum                                      | Erich-Mäder-Straße 1 (Karte) |                                                         | |    |
| Fotos hochladen                         | Schule                                                                                          | Erich-Mäder-Straße 41 (Karte) |                                                         | |    |
| BW                                      |                                                                                                 | Erich-Mäder-Straße 44 (Karte) |                                                         | |    |
| Fotos hochladen                         |                                                                                                 | Fabrikstraße 1 (Karte) |                                                         | |    |
| BW                                      |                                                                                                 | Fabrikstraße 6 (Karte) |                                                         | |    |
| BW                                      |                                                                                                 | Fabrikstraße 26 (Karte) |                                                         | |    |
| weitere Bilder Fotos hochladen          | Nähmaschinenwerk                                                                                | Franz-Mehring-Straße 17 (Karte) |                                                         | |    |
| weitere Bilder Fotos hochladen          |                                                                                                 | Frauengasse 30 (Karte) |                                                         | |    |
| Fotos hochladen                         | mit Vorderhäusern, südlichem Seitengebäude mit Durchfahrt, Hofraum, Gartengrundstück            | Friedrich-Ebert-Straße 9/9a (Karte) |                                                         | |    |
| weitere Bilder Fotos hochladen          | Gebrüder-Reichenbach-Schule                                                                     | Friedrich-Ebert-Straße 13/15 (Karte) |                                                         | |    |
| weitere Bilder Fotos hochladen          |                                                                                                 | Friedrich-Ebert-Straße 14 (Karte) |                                                         | |    |
| weitere Bilder Fotos hochladen          |                                                                                                 | Friedrich-Ebert-Straße 17 (Karte) |                                                         | |    |
| weitere Bilder Fotos hochladen          |                                                                                                 | Friedrich-Ebert-Straße 19 (Karte) |                                                         | |    |
| Direkt Bild zu diesem Denkmal hochladen | Eisenbahnersiedlung Friedrich-List-Straße                                                       | Friedrich-List-Straße 1, 2, 3, 4, 6, 8, Wasserversorgungsanlage und Knausche Straße 2, 4, 6, 8, 10, 12 und Niemöllerstraße 1, 2, 2a, 3, 4, 5, 6, 7, 8, 9, 10, 11, 13 und Zacharias-Kresse-Straße 1, 2, 3, 4, 5, 6                                                                             |                                                         | |    |
| BW                                      | Teilstück der Eisenbahnersiedlung                                                               | Friedrich-List-Straße 1 (Karte) |                                                         | |    |
| BW                                      | Teilstück der Eisenbahnersiedlung                                                               | Friedrich-List-Straße 2 (Karte) |                                                         | |    |
| BW                                      | Teilstück der Eisenbahnersiedlung                                                               | Friedrich-List-Straße 3 (Karte) |                                                         | |    |
| BW                                      | Teilstück der Eisenbahnersiedlung                                                               | Friedrich-List-Straße 4 (Karte) |                                                         | |    |
| BW                                      | Teilstück der Eisenbahnersiedlung                                                               | Friedrich-List-Straße 6 (Karte) |                                                         | |    |
| BW                                      | Teilstück der Eisenbahnersiedlung                                                               | Friedrich-List-Straße 8 (Karte) |                                                         | |    |
| Direkt Bild zu diesem Denkmal hochladen |                                                                                                 | Wasserversorgungsanlage und Knausche Straße 2, 4, 6, 8, 10, 12 und Niemöllerstraße 1, 2, 2a, 3, 4, 5, 6, 7, 8, 9, 10, 11, 13 und Zacharias-Kresse-Straße 1, 2, 3, 4, 5, 6 |                                                         | |    |
| BW                                      | Turnhalle                                                                                       | Friesenstraße 12 (Karte) |                                                         | |    |
| BW                                      |                                                                                                 | Friesenstraße 14 (Karte) |                                                         | |    |
| weitere Bilder Fotos hochladen          | Lindenaumuseum                                                                                  | Gabelentzstraße 5 (Karte) |                                                         | |    |
| BW                                      |                                                                                                 | Gabelentzstraße 14a (Karte) |                                                         | |    |
| BW                                      |                                                                                                 | Gabelentzstraße 15a (Karte) |                                                         | |    |
| BW                                      |                                                                                                 | Gabelentzstraße 18 (Karte) |                                                         | ehemalig |    |
| BW                                      |                                                                                                 | Gabelentzstraße 22 (Karte) |                                                         | ehemalig |    |
| weitere Bilder Fotos hochladen          | Friedrichgymnasium                                                                              | Geraer Straße 2 mit Puschkinstraße 22, 33 (Karte) |                                                         | Schulgebäude mit Turnhalle |    |
| weitere Bilder Fotos hochladen          | Altersheim                                                                                      | Geraer Straße 35 (Karte) |                                                         | |    |
| BW                                      |                                                                                                 | Geraer Straße 40 (Karte) |                                                         | |    |
| weitere Bilder Fotos hochladen          | ehem. Josephinum                                                                                | Gerhard-Altenbourg-Straße 3 (Karte) |                                                         | Schulgebäude mit Turnhalle, Schulhof und Einfriedung |    |
| BW                                      | ehem. Hutfabrik Förster                                                                         | Geschwister-Scholl-Straße 8 mit August-Bebel-Straße 16/17 (Karte) |                                                         | |    |
| BW                                      | ehem. Städtischer Fuhrpark                                                                      | Geschwister-Scholl-Straße 10 (Karte) | 1927                                                    | |    |
| BW                                      |                                                                                                 | Geschwister-Scholl-Straße 13a/13b mit Brauhausstraße 37/38 (Karte) |                                                         | |    |
| Direkt Bild zu diesem Denkmal hochladen |                                                                                                 | Geschwister-Scholl-Straße 39 |                                                         | |    |
| BW                                      |                                                                                                 | Glockengasse 4 (Karte) |                                                         | |    |
| Direkt Bild zu diesem Denkmal hochladen |                                                                                                 | Großer Teich und Kleiner Teich (Grünanlage) bestehend aus Großer Teich mit Insel, Einlaufbecken, Promenade, Wegen, Parkanlage und Brücke; Kleiner Teich mit Weg, Fischhalter und Staumauer, Verbindungsgewässer zwischen den beiden Teichen, entlang August-Bebel-Straße und Am Kleinen Teich |                                                         | |    |
| weitere Bilder Fotos hochladen          | Städtischer Friedhof Altenburg                                                                  | Grüntaler Weg o. Nr. Städtischer Friedhof Altenburg |                                                         | Gesamtanlage mit Wegeführung, Grabanlagen und Bauwerken, Krematorium des Friedhofes Friedhofskapelle mit Seitengebäuden; Ruine der Fürstengruft auf dem Friedhof |    |
| weitere Bilder Fotos hochladen          | Krematorium des Friedhofes                                                                      | Grüntaler Weg o. Nr. Städtischer Friedhof Altenburg |                                                         | |    |
| weitere Bilder Fotos hochladen          | Friedhofskapelle mit Seitengebäuden                                                             | Grüntaler Weg o. Nr. Städtischer Friedhof Altenburg (Karte) |                                                         | |    |
| weitere Bilder Fotos hochladen          | Ruine der Fürstengruft auf dem Friedhof                                                         | Grüntaler Weg o. Nr. Städtischer Friedhof Altenburg (Karte) |                                                         | |    |
| weitere Bilder Fotos hochladen          |                                                                                                 | Gutenbergstraße 2 (Karte) |                                                         | |    |
| weitere Bilder Fotos hochladen          | Gutenbergstraße 2                                                                               | Gutenbergstraße 3 (Karte) |                                                         | |    |
| weitere Bilder Fotos hochladen          |                                                                                                 | Gutenbergstraße 5 (Karte) |                                                         | |    |
| weitere Bilder Fotos hochladen          |                                                                                                 | Haeckelstraße 7 (Karte) |                                                         | |    |
| weitere Bilder Fotos hochladen          | Agneskirche                                                                                     | Hausweg o. Nr. (Karte) | 1906                                                    | historistisch, Jugendstil |    |
| Direkt Bild zu diesem Denkmal hochladen | Straßenbrücke über die Eisenbahn                                                                | Hausweg o. Nr. | 1878                                                    | |    |
| weitere Bilder Fotos hochladen          | Wohnhaus                                                                                        | Heinrich-Zille-Straße 5 (Karte) |                                                         | |    |
| weitere Bilder Fotos hochladen          | Wohnhaus                                                                                        | Heinrich-Zille-Straße 9 (Karte) | 1908–9                                                  | |    |
| weitere Bilder Fotos hochladen          | Villa                                                                                           | Heinrich-Zille-Straße 10 (Karte) | 1909–1910                                               | |    |
| weitere Bilder Fotos hochladen          | Wohnhaus                                                                                        | Heinrich-Zille-Straße 11 (Karte) | 1907–8                                                  | viergeschossig, in Ecklage |    |
| BW                                      | Botanischer Garten mit Gebäudebestand, Wegeführung, Mauern, Treppen, Hochbeeten und Bepflanzung | Heinrich-Zille-Str. 12 (Karte) |                                                         | |    |
| weitere Bilder Fotos hochladen          | Wohnhaus                                                                                        | Heinrich-Zille-Straße 21 (Karte) | 1905                                                    | |    |
| weitere Bilder Fotos hochladen          | Wohnhaus in Ecklage                                                                             | Heinrich-Zille-Straße 27 (Karte) | 1909                                                    | viergeschossig, in Ecklage |    |
| weitere Bilder Fotos hochladen          | Gebäudekomplex                                                                                  | Hillgasse 4 und 5 (Karte) | 1913                                                    | Nr. 4 Vorderhaus, einschl. Seiten- und Rückgebäude; Nr. 5 ehemaliges Konsum-Kaufhaus, einschließlich Seiten- und Rückgebäude                                     |    |
| weitere Bilder Fotos hochladen          | Wohn- und Geschäftshaus                                                                         | Hinter der Waage 1 (Karte) | 1860                                                    | |    |
| weitere Bilder Fotos hochladen          | Wohn- und Geschäftshaus                                                                         | Hinter der Waage 1a (Karte) |                                                         | |    |
| BW                                      | Ehemaliges Hospital „Zum Heiligen Geist“                                                        | Hospitalplatz 1 (Karte) | 1864, 1890 erweitert                                    | |    |
| weitere Bilder Fotos hochladen          | Gottesackerkirche                                                                               | Hospitalplatz 2 (Karte) | 1639–1651                                               | Renaissancebau |    |
| BW                                      | Ehemaliges „Neues Hospital“                                                                     | Hospitalplatz 3 (Karte) |                                                         | |    |
| Direkt Bild zu diesem Denkmal hochladen | Dr.-Theodor-Neubauer-Schule                                                                     | Hospitalplatz 6 |                                                         | Schulgebäude mit „Vivarium“ und Turnhalle |    |
| Direkt Bild zu diesem Denkmal hochladen | Schulgebäude                                                                                    | Hospitalplatz 8 | 1909                                                    | |    |
| Direkt Bild zu diesem Denkmal hochladen | Gartendenkmal                                                                                   | Hospitalplatz |                                                         | |    |
| Direkt Bild zu diesem Denkmal hochladen |                                                                                                 | Hospitalstraße 2 |                                                         | |    |
| weitere Bilder Fotos hochladen          | Wohn- und Geschäftshaus                                                                         | Humboldtstraße 1 (Karte) | 1877                                                    | dreigeschossiger Bau in Ecklage |    |
| weitere Bilder Fotos hochladen          |                                                                                                 | Humboldtstraße 8 mit Lindenaustraße 4 (Karte) |                                                         | |    |
| weitere Bilder Fotos hochladen          |                                                                                                 | Humboldtstraße 10 (Karte) |                                                         | |    |
| weitere Bilder Fotos hochladen          |                                                                                                 | Humboldtstraße 12 (Karte) |                                                         | |    |
| weitere Bilder Fotos hochladen          |                                                                                                 | Humboldtstraße 13 (Karte) |                                                         | |    |
| weitere Bilder Fotos hochladen          |                                                                                                 | Humboldtstraße 14 mit Johannisstraße 22 (Karte) |                                                         | |    |
| Direkt Bild zu diesem Denkmal hochladen |                                                                                                 | Jahnstraße 1 |                                                         | |    |
| Direkt Bild zu diesem Denkmal hochladen |                                                                                                 | Jahnstraße 11 |                                                         | |    |
| weitere Bilder Fotos hochladen          | Hauptgebäude                                                                                    | Johannisgraben 4 (Karte) |                                                         | |    |
| BW                                      | Turnhalle                                                                                       | Johannisgraben 4 (Karte) |                                                         | |    |
| weitere Bilder Fotos hochladen          |                                                                                                 | Johannisgraben 8 (Karte) |                                                         | |    |
| weitere Bilder Fotos hochladen          | Sachteil Pavillon                                                                               | Johannisgraben 11 (Karte) |                                                         | |    |
| weitere Bilder Fotos hochladen          | ehem. Freimaurerloge: Logenhaus mit Nebengebäuden Kegelbahn, Halle und Gartengrundstück         | Johannisgraben 12 (Karte) | 1802–1804                                               | |    |
| weitere Bilder Fotos hochladen          | Ehemaliges Hotel „Stadt Gotha“                                                                  | Johannisstraße 1 (Karte) | Mitte 18. Jahrhundert                                   | |    |
| weitere Bilder Fotos hochladen          | „Bachmann'sches Haus“                                                                           | Johannisstraße 4 (Karte) |                                                         | |    |
| weitere Bilder Fotos hochladen          | Ehemaliger Gasthof „Schwarzer Bär“                                                              | Johannisstraße 5/6 (Karte) |                                                         | |    |
| weitere Bilder Fotos hochladen          | „Brauer'sches Haus“                                                                             | Johannisstraße 7 (Karte) |                                                         | |    |
| weitere Bilder Fotos hochladen          | Vorderhaus mit Seitengebäude                                                                    | Johannisstraße 9 (Karte) |                                                         | |    |
| weitere Bilder Fotos hochladen          |                                                                                                 | Johannisstraße 16 (Karte) | um 1730                                                 | |    |
| weitere Bilder Fotos hochladen          | Wohnhaus mit Seitengebäuden und Gartengrundstück mit Gartenhaus                                 | Johannisstraße 17 (Karte) |                                                         | |    |
| weitere Bilder Fotos hochladen          | Schulgebäude                                                                                    | Johannisstraße 18 (Karte) |                                                         | |    |
| weitere Bilder Fotos hochladen          | Hülsemann'sche Villa                                                                            | Johannisstraße 19 (Karte) |                                                         | |    |
| weitere Bilder Fotos hochladen          |                                                                                                 | Johannisstraße 22, Humboldtstraße 14 (Karte) |                                                         | |    |
| weitere Bilder Fotos hochladen          |                                                                                                 | Johannisstraße 35/36 (Karte) |                                                         | |    |
| weitere Bilder Fotos hochladen          | Ehemaliges Bankgebäude                                                                          | Johannisstraße 38 (Karte) |                                                         | |    |
| weitere Bilder Fotos hochladen          | Wohn- und Geschäftshaus                                                                         | Johannisstraße 48 (Karte) |                                                         | mit Resten des Margarethenklosters |    |
| Direkt Bild zu diesem Denkmal hochladen |                                                                                                 | Johannisvorstadt 6/7 mit Beim Goldenen Pflug 4a |                                                         | |    |
| Direkt Bild zu diesem Denkmal hochladen |                                                                                                 | Kanalstraße 6 |                                                         | |    |
| Direkt Bild zu diesem Denkmal hochladen |                                                                                                 | Kanalstraße 9 |                                                         | ehemalig |    |
| Direkt Bild zu diesem Denkmal hochladen |                                                                                                 | Kanalstraße 18/19/20/21/22 |                                                         | |    |
| Direkt Bild zu diesem Denkmal hochladen |                                                                                                 | Kanalstraße 43 |                                                         | |    |
| Direkt Bild zu diesem Denkmal hochladen |                                                                                                 | Käthe-Kollwitz-Straße 7/9 |                                                         | |    |
| Direkt Bild zu diesem Denkmal hochladen |                                                                                                 | Käthe-Kollwitz-Straße 11 |                                                         | |    |
| Direkt Bild zu diesem Denkmal hochladen |                                                                                                 | Käthe-Kollwitz-Straße 46 |                                                         | |    |
| Direkt Bild zu diesem Denkmal hochladen |                                                                                                 | Käthe-Kollwitz-Straße 45-53 (ungerade Nummern) und 55 mit 55a und 55b |                                                         | einschließlich Straßenraum und gestalteten Freiflächen mit Südstraße 45-53 (ungerade Nummern)                                                                    |    |
| Direkt Bild zu diesem Denkmal hochladen |                                                                                                 | Käthe-Kollwitz-Straße 57 |                                                         | |    |
| Direkt Bild zu diesem Denkmal hochladen |                                                                                                 | Käthe-Kollwitz-Straße 60 |                                                         | ehemalig |    |
| weitere Bilder Fotos hochladen          |                                                                                                 | Kesselgasse 7 (Karte) |                                                         | |    |
| weitere Bilder Fotos hochladen          |                                                                                                 | Kesselgasse 21 (Karte) |                                                         | |    |
| Direkt Bild zu diesem Denkmal hochladen | Teilstück der Eisenbahnersiedlung                                                               | Knausche Straße 2 |                                                         | |    |
| Direkt Bild zu diesem Denkmal hochladen | Teilstück der Eisenbahnersiedlung                                                               | Knausche Straße 4 |                                                         | |    |
| Direkt Bild zu diesem Denkmal hochladen | Teilstück der Eisenbahnersiedlung                                                               | Knausche Straße 6 |                                                         | |    |
| Direkt Bild zu diesem Denkmal hochladen | Teilstück der Eisenbahnersiedlung                                                               | Knausche Straße 8 |                                                         | |    |
| Direkt Bild zu diesem Denkmal hochladen | Teilstück der Eisenbahnersiedlung                                                               | Knausche Straße 10 |                                                         | |    |
| Direkt Bild zu diesem Denkmal hochladen | Teilstück der Eisenbahnersiedlung                                                               | Knausche Straße 12 |                                                         | |    |
| weitere Bilder Fotos hochladen          |                                                                                                 | Kornmarkt 11 (Karte) |                                                         | ehemalig |    |
| Direkt Bild zu diesem Denkmal hochladen | Wohnanlage                                                                                      | Kreuzstraße 7a/7b/7c/9/11 |                                                         | |    |
| weitere Bilder Fotos hochladen          |                                                                                                 | Kunstgasse 4 (Karte) |                                                         | ehemalig |    |
| weitere Bilder Fotos hochladen          |                                                                                                 | Kunstgasse 5 (Karte) |                                                         | ehemalig |    |
| weitere Bilder Fotos hochladen          | Kunstturm                                                                                       | Kunstgasse 25 (Karte) | 1844                                                    | |    |
| Direkt Bild zu diesem Denkmal hochladen |                                                                                                 | Kunstgasse/Torgasse o. Nr. |                                                         | |    |
| Direkt Bild zu diesem Denkmal hochladen |                                                                                                 | Langengasse 3 |                                                         | |    |
| Direkt Bild zu diesem Denkmal hochladen |                                                                                                 | Langengasse 13/13A |                                                         | |    |
| Direkt Bild zu diesem Denkmal hochladen |                                                                                                 | Langengasse 14 |                                                         | |    |
| Direkt Bild zu diesem Denkmal hochladen |                                                                                                 | Langengasse 15 |                                                         | |    |
| Direkt Bild zu diesem Denkmal hochladen |                                                                                                 | Langengasse 16 |                                                         | ehemalig |    |
| BW                                      | Wohnhaus                                                                                        | Langengasse 17 (Karte) | 1902                                                    | mit Gartengrundstück und straßenbegleitender Einfriedung |    |
| Direkt Bild zu diesem Denkmal hochladen | Wohnhaus                                                                                        | Langengasse 35 |                                                         | |    |
| Direkt Bild zu diesem Denkmal hochladen | Eisenbahnbrücke                                                                                 | Leipziger Straße o. Nr. |                                                         | ehemalig |    |
| Direkt Bild zu diesem Denkmal hochladen |                                                                                                 | Leipziger Straße 2 |                                                         | |    |
| Direkt Bild zu diesem Denkmal hochladen | Altenburger Spielkartenfabrik, Produktionsgebäude                                               | Leipziger Straße 7, Beethovenstraße 2 | 1920er Jahre                                            | |    |
| Fotos hochladen                         |                                                                                                 | Leipziger Straße 10 (Karte) |                                                         | |    |
| BW                                      | Krankenhaus                                                                                     | Leipziger Straße 55 (Karte) |                                                         | |    |
| Direkt Bild zu diesem Denkmal hochladen |                                                                                                 | Lessingstraße 1 mit Uhlandstraße 14/16/18 |                                                         | |    |
| weitere Bilder Fotos hochladen          |                                                                                                 | Lindenaustraße 2/3 (Karte) |                                                         | |    |
| weitere Bilder Fotos hochladen          |                                                                                                 | Lindenaustraße 4, Humboldtstraße 8 (Karte) |                                                         | |    |
| weitere Bilder Fotos hochladen          | Ehemaliges Herzogliches Ministerium                                                             | Lindenaustraße 9 (Karte) |                                                         | |    |
| weitere Bilder Fotos hochladen          |                                                                                                 | Lindenaustraße 10 (Karte) |                                                         | |    |
| weitere Bilder Fotos hochladen          |                                                                                                 | Lindenaustraße 14 (Karte) |                                                         | |    |
| weitere Bilder Fotos hochladen          |                                                                                                 | Lindenaustraße 17 (Karte) |                                                         | |    |
| weitere Bilder Fotos hochladen          |                                                                                                 | Lindenaustraße 21 (Karte) |                                                         | |    |
| weitere Bilder Fotos hochladen          |                                                                                                 | Lindenaustraße 23 (Karte) |                                                         | ehemalig |    |
| weitere Bilder Fotos hochladen          |                                                                                                 | Lindenaustraße 28 (Karte) |                                                         | |    |
| weitere Bilder Fotos hochladen          |                                                                                                 | Lindenaustraße 30 (Karte) |                                                         | |    |
| weitere Bilder Fotos hochladen          | Schulgebäude                                                                                    | Lindenaustraße 31 (Karte) |                                                         | |    |
| weitere Bilder Fotos hochladen          | Schloss Poschwitz                                                                               | Lindenweg 3 (Karte) |                                                         | mit Teich, Park und „Kapelle“ |    |
| weitere Bilder Fotos hochladen          | Rathaus                                                                                         | Markt 1 (Karte) |                                                         | einschließlich Südflügel |    |
| weitere Bilder Fotos hochladen          | Sparkassengebäude                                                                               | Markt 2 (Karte) |                                                         | |    |
| weitere Bilder Fotos hochladen          |                                                                                                 | Markt 8 (Karte) |                                                         | |    |
| weitere Bilder Fotos hochladen          | Ehemalige Alte Post                                                                             | Markt 10 (Karte) |                                                         | |    |
| weitere Bilder Fotos hochladen          | „Lippold'sches Haus“                                                                            | Markt 11 (Karte) |                                                         | |    |
| weitere Bilder Fotos hochladen          |                                                                                                 | Markt 12, Marktgasse 1 (Karte) |                                                         | |    |
| weitere Bilder Fotos hochladen          |                                                                                                 | Markt 14 (Karte) |                                                         | |    |
| weitere Bilder Fotos hochladen          |                                                                                                 | Markt 17 (Karte) |                                                         | |    |
| weitere Bilder Fotos hochladen          |                                                                                                 | Markt 21 (Karte) |                                                         | |    |
| weitere Bilder Fotos hochladen          |                                                                                                 | Markt 25 (Karte) |                                                         | |    |
| weitere Bilder Fotos hochladen          |                                                                                                 | Markt 33 (Karte) |                                                         | |    |
| weitere Bilder Fotos hochladen          |                                                                                                 | Markt 34 (Karte) |                                                         | |    |
| weitere Bilder Fotos hochladen          |                                                                                                 | Martin-Luther-Straße 1 (Karte) |                                                         | |    |
| weitere Bilder Fotos hochladen          |                                                                                                 | Martin-Luther-Straße 7/7a (Karte) |                                                         | |    |
| weitere Bilder Fotos hochladen          |                                                                                                 | Mauerstraße 9 (Karte) |                                                         | ehemalig |    |
| weitere Bilder Fotos hochladen          |                                                                                                 | Mauerstraße 12 (Karte) |                                                         | |    |
| Direkt Bild zu diesem Denkmal hochladen | Friedhof Zschernitzsch                                                                          | Molbitzer Straße o. Nr. |                                                         | Sachteil Epitaph für Familie Apel |    |
| Fotos hochladen                         | Friedhof Zschernitzsch: Kriegerdenkmal                                                          | Molbitzer Straße o. Nr. |                                                         | vor Friedhofseingang |    |
| weitere Bilder Fotos hochladen          |                                                                                                 | Moritzstraße 4 (Karte) |                                                         | |    |
| weitere Bilder Fotos hochladen          |                                                                                                 | Moritzstraße 5 (Karte) |                                                         | |    |
| weitere Bilder Fotos hochladen          | Ehemaliges „Reichenbach`sches Palais“                                                           | Moritzstraße 6 (Karte) |                                                         | |    |
| weitere Bilder Fotos hochladen          |                                                                                                 | Moritzstraße 8 (Karte) |                                                         | |    |
| weitere Bilder Fotos hochladen          |                                                                                                 | Moritzstraße 9 (Karte) |                                                         | |    |
| weitere Bilder Fotos hochladen          |                                                                                                 | Moritzstraße 18 (Karte) |                                                         | |    |
| BW                                      | Sachteil Gedenkstein für Maler Doell                                                            | Neugasse 8c (Karte) |                                                         | |    |
| Direkt Bild zu diesem Denkmal hochladen | Teilstück der Eisenbahnersiedlung                                                               | Niemöllerstraße 1 |                                                         | |    |
| Direkt Bild zu diesem Denkmal hochladen | Teilstück der Eisenbahnersiedlung                                                               | Niemöllerstraße 2 |                                                         | |    |
| Direkt Bild zu diesem Denkmal hochladen | Teilstück der Eisenbahnersiedlung                                                               | Niemöllerstraße 2a |                                                         | |    |
| Direkt Bild zu diesem Denkmal hochladen | Teilstück der Eisenbahnersiedlung                                                               | Niemöllerstraße 3 |                                                         | |    |
| Direkt Bild zu diesem Denkmal hochladen | Teilstück der Eisenbahnersiedlung                                                               | Niemöllerstraße 4 |                                                         | |    |
| Direkt Bild zu diesem Denkmal hochladen | Teilstück der Eisenbahnersiedlung                                                               | Niemöllerstraße 5 |                                                         | |    |
| Direkt Bild zu diesem Denkmal hochladen | Teilstück der Eisenbahnersiedlung                                                               | Niemöllerstraße 6 |                                                         | |    |
| Direkt Bild zu diesem Denkmal hochladen | Teilstück der Eisenbahnersiedlung                                                               | Niemöllerstraße 7 |                                                         | |    |
| Direkt Bild zu diesem Denkmal hochladen | Teilstück der Eisenbahnersiedlung                                                               | Niemöllerstraße 8 |                                                         | |    |
| Direkt Bild zu diesem Denkmal hochladen | Teilstück der Eisenbahnersiedlung                                                               | Niemöllerstraße 9 |                                                         | |    |
| Direkt Bild zu diesem Denkmal hochladen | Teilstück der Eisenbahnersiedlung                                                               | Niemöllerstraße 10 |                                                         | |    |
| Direkt Bild zu diesem Denkmal hochladen | Teilstück der Eisenbahnersiedlung                                                               | Niemöllerstraße 11 |                                                         | |    |
| Direkt Bild zu diesem Denkmal hochladen | Teilstück der Eisenbahnersiedlung                                                               | Niemöllerstraße 13 |                                                         | |    |
| weitere Bilder Fotos hochladen          | Nikolaiturm                                                                                     | Nikolaikirchhof 46 (Karte) | vor 1223                                                | |    |
| BW                                      |                                                                                                 | Nordstraße 47 (Karte) |                                                         | |    |
| BW                                      |                                                                                                 | Nordstraße 58 (Karte) |                                                         | |    |
| weitere Bilder Fotos hochladen          | Mauritianum                                                                                     | Parkstraße o. Nr. (Karte) |                                                         | |    |
| BW                                      | Villa                                                                                           | Parkstraße 4 (Karte) |                                                         | mit Gartengrundstück |    |
| BW                                      |                                                                                                 | Parkstraße 5 (Karte) |                                                         | |    |
| weitere Bilder Fotos hochladen          | Gerichtsgebäude                                                                                 | Pauritzer Platz 1 (Karte) |                                                         | |    |
| Direkt Bild zu diesem Denkmal hochladen | Wohn- und Kontorgebäude                                                                         | Pauritzer Platz 2/3 |                                                         | mit Durchfahrt, Seiten- und Rückgebäude |    |
| weitere Bilder Fotos hochladen          | Wohn- und Geschäftshaus „Historischer Friseursalon“                                             | Pauritzer Straße 2 (Karte) |                                                         | mit Ausstattung (Friseursalon) |    |
| Direkt Bild zu diesem Denkmal hochladen |                                                                                                 | Pauritzer Straße 13 |                                                         | |    |
| Direkt Bild zu diesem Denkmal hochladen | mittelalterliche Brunnenanlage                                                                  | Pauritzer Straße 21 |                                                         | auf Grundstück Rosa-Luxemburg-Straße 3 |    |
| weitere Bilder Fotos hochladen          | Ehemaliges Komödienhaus                                                                         | Pauritzer Straße 40 (Karte) |                                                         | |    |
| weitere Bilder Fotos hochladen          | Kirche Zschernitzsch                                                                            | Pfarrgasse 2 (Karte) |                                                         | |    |
| Direkt Bild zu diesem Denkmal hochladen | Nordbad                                                                                         | Poststraße o. Nr. |                                                         | ehemalig |    |
| Direkt Bild zu diesem Denkmal hochladen | Pfarrhof                                                                                        | Poststraße 7 |                                                         | |    |
| Direkt Bild zu diesem Denkmal hochladen | Vierseithof                                                                                     | Poststraße 12 |                                                         | |    |
| Direkt Bild zu diesem Denkmal hochladen |                                                                                                 | Puschkinstraße 22 mit Geraer Straße 2 |                                                         | |    |
| Direkt Bild zu diesem Denkmal hochladen | St. Katharinenkirche                                                                            | Rasephaser Dorfanger 4 |                                                         | |    |
| Direkt Bild zu diesem Denkmal hochladen | Pfarrhof                                                                                        | Rasephaser Dorfanger 7 |                                                         | |    |
| Fotos hochladen                         |                                                                                                 | Ringstraße 5/6 (Karte) |                                                         | |    |
| Direkt Bild zu diesem Denkmal hochladen | Weichbildstein                                                                                  | Robert-Koch-Straße/Ecke Grüntaler Weg |                                                         | |    |
| Direkt Bild zu diesem Denkmal hochladen | mittelalterliche Brunnenanlage                                                                  | Rosa-Luxemburg-Straße 3 |                                                         | Pauritzer Straße 21 |    |
| Direkt Bild zu diesem Denkmal hochladen |                                                                                                 | Rosa-Luxemburg-Straße 12 |                                                         | ehemalig |    |
| Direkt Bild zu diesem Denkmal hochladen |                                                                                                 | Rosa-Luxemburg-Straße 13 |                                                         | |    |
| Direkt Bild zu diesem Denkmal hochladen |                                                                                                 | Rosa-Luxemburg-Straße 14 |                                                         | |    |
| Direkt Bild zu diesem Denkmal hochladen |                                                                                                 | Rosa-Luxemburg-Straße 15 |                                                         | |    |
| weitere Bilder Fotos hochladen          |                                                                                                 | Rudolf-Breitscheid-Straße 2 (Karte) |                                                         | |    |
| weitere Bilder Fotos hochladen          |                                                                                                 | Rudolf-Breitscheid-Straße 4 (Karte) |                                                         | |    |
| weitere Bilder Fotos hochladen          |                                                                                                 | Rudolf-Breitscheid-Straße 11a (Karte) |                                                         | |    |
| weitere Bilder Fotos hochladen          |                                                                                                 | Rudolf-Breitscheid-Straße 17 (Karte) |                                                         | |    |
| weitere Bilder Fotos hochladen          | Villa mit Park                                                                                  | Rudolf-Breitscheid-Straße 19 (Karte) |                                                         | |    |
| Direkt Bild zu diesem Denkmal hochladen | Trafohaus                                                                                       | Schillerstraße o. Nr. |                                                         | |    |
| weitere Bilder Fotos hochladen          | Schloß Altenburg                                                                                | Schloß 1 – 17 (Karte) |                                                         | Gesamtanlage |    |
| weitere Bilder Fotos hochladen          | Ehemaliges Forsthaus                                                                            | Schloßberg 2 (Karte) |                                                         | |    |
| weitere Bilder Fotos hochladen          | Schloßpark                                                                                      | Schloßpark (Karte) |                                                         | Parkanlage mit Einfriedung, Teehaus und Orangerie |    |
| Direkt Bild zu diesem Denkmal hochladen |                                                                                                 | Schmöllnsche Straße 3a |                                                         | |    |
| Fotos hochladen                         |                                                                                                 | Schmöllnsche Straße 5 (Karte) |                                                         | |    |
| Direkt Bild zu diesem Denkmal hochladen |                                                                                                 | Schmöllnsche Straße 14a/b |                                                         | |    |
| Direkt Bild zu diesem Denkmal hochladen |                                                                                                 | Schmöllnsche Straße 27 |                                                         | |    |
| Direkt Bild zu diesem Denkmal hochladen |                                                                                                 | Schmöllnsche Vorstadt 9/11 |                                                         | |    |
| Fotos hochladen                         |                                                                                                 | Schmöllnsche Vorstadt 12 (Karte) |                                                         | |    |
| BW                                      | Ehemalige Villa Ranninger                                                                       | Schmöllnsche Vorstadt 13 (Karte) |                                                         | einschließlich Nebengebäude und Gartengrundstück |    |
| BW                                      |                                                                                                 | Schmöllnsche Vorstadt 15 (Karte) |                                                         | |    |
| weitere Bilder Fotos hochladen          | Christliches Spalatin-Gymnasium                                                                 | Schulstraße 7 (Karte) |                                                         | Schulgebäude mit Turnhalle und Hofraum |    |
| weitere Bilder Fotos hochladen          | Pohlhof                                                                                         | Spalatinpromenade 8 (Karte) |                                                         | |    |
| weitere Bilder Fotos hochladen          |                                                                                                 | Spalatinpromenade 28 (Karte) |                                                         | |    |
| weitere Bilder Fotos hochladen          | Parkanlage (Gartendenkmal)                                                                      | Spalatinpromenade (Karte) |                                                         | |    |
| weitere Bilder Fotos hochladen          | Ehemalige Ratswaage                                                                             | Sporenstraße 1 (Karte) |                                                         | |    |
| weitere Bilder Fotos hochladen          |                                                                                                 | Sporenstraße 8 (Karte) |                                                         | |    |
| weitere Bilder Fotos hochladen          |                                                                                                 | Sporenstraße 10 (Karte) |                                                         | |    |
| Direkt Bild zu diesem Denkmal hochladen | Betriebswerk Rasephas                                                                           | Stellwerk B2 |                                                         | |    |
| weitere Bilder Fotos hochladen          | Stiftskirche Altenburg                                                                          | Stiftsgraben 20 und 21 (Karte) |                                                         | Magdalenenstift, mit Kapelle, Nebengebäuden, Predigerwohnhaus, Gruft und Gartengrundstück                                                                        |    |
| Direkt Bild zu diesem Denkmal hochladen |                                                                                                 | Südstraße 2-26 (gerade Nummern) |                                                         | |    |
| Direkt Bild zu diesem Denkmal hochladen |                                                                                                 | Südstraße 1-39 |                                                         | |    |
| Direkt Bild zu diesem Denkmal hochladen |                                                                                                 | Südstraße 41-55 (ungerade Nummern) mit Käthe-Kollwitz-Straße 45-53 (ungerade Nummern) und Käthe-Kollwitz-Straße 55 mit 55a und 55b einschließlich Straßenraum und gestalteten Freiflächen |                                                         | |    |
| weitere Bilder Fotos hochladen          |                                                                                                 | Teichplan 1 (Karte) |                                                         | |    |
| weitere Bilder Fotos hochladen          | Kino „Capitol“                                                                                  | Teichplan 16 (Karte) |                                                         | |    |
| weitere Bilder Fotos hochladen          |                                                                                                 | Teichstraße 12 (Karte) |                                                         | |    |
| weitere Bilder Fotos hochladen          | Gasthof „Weißes Roß“                                                                            | Teichvorstadt 1 (Karte) |                                                         | |    |
| weitere Bilder Fotos hochladen          | Gaststätte „Stadt Dessau“                                                                       | Teichvorstadt 4 (Karte) |                                                         | |    |
| weitere Bilder Fotos hochladen          |                                                                                                 | Teichvorstadt 5 (Karte) |                                                         | ehemalig |    |
| BW                                      |                                                                                                 | Terrassenstraße 5 (Karte) |                                                         | |    |
| BW                                      |                                                                                                 | Terrassenstraße 8 (Karte) |                                                         | |    |
| Direkt Bild zu diesem Denkmal hochladen | Wohnanlage                                                                                      | Terrassenstraße 10/12/14/16/18/20 |                                                         | |    |
| Direkt Bild zu diesem Denkmal hochladen |                                                                                                 | Terrassenstraße 22 |                                                         | |    |
| Direkt Bild zu diesem Denkmal hochladen |                                                                                                 | Terrassenstraße 24 |                                                         | |    |
| weitere Bilder Fotos hochladen          | Postgebäude mit Pakethalle                                                                      | Theaterplatz 1 (Karte) |                                                         | |    |
| weitere Bilder Fotos hochladen          | Ehemaliger Hotel „Wettiner Hof“                                                                 | Theaterplatz 7/8 (Karte) |                                                         | |    |
| weitere Bilder Fotos hochladen          | Ehemaliges Intendantenwohnhaus                                                                  | Theaterplatz 18 (Karte) |                                                         | |    |
| weitere Bilder Fotos hochladen          | Landestheater                                                                                   | Theaterplatz 19 (Karte) |                                                         | |    |
| Fotos hochladen                         | Teil der ehemaligen Handschuhfabrik Ranniger                                                    | Theodor-Neubauer-Straße 7 |                                                         | |    |
| weitere Bilder Fotos hochladen          |                                                                                                 | Topfmarkt 9 (Karte) |                                                         | |    |
| Fotos hochladen                         | Staumauer des Kleinen Kunstteiches mit westlich gelegenem Fischhälter                           | Torgasse/Kunstgasse o. Nr. (Karte) |                                                         | |    |
| weitere Bilder Fotos hochladen          |                                                                                                 | Treppengasse 1 (Karte) |                                                         | |    |
| Direkt Bild zu diesem Denkmal hochladen | Ehemalige „Villa Döberitz“                                                                      | Uhlandstraße 8/10 |                                                         | |    |
| Direkt Bild zu diesem Denkmal hochladen | Wohnanlage                                                                                      | Uhlandstraße 14/16/18, Lessingstraße 1 | 1927/30                                                 | |    |
| weitere Bilder Fotos hochladen          | Stützmauer mit Geländer                                                                         | Wallstraße o. Nr. |                                                         | |    |
| weitere Bilder Fotos hochladen          |                                                                                                 | Wallstraße 4 (Karte) |                                                         | |    |
| weitere Bilder Fotos hochladen          |                                                                                                 | Wallstraße 29 (Karte) |                                                         | |    |
| weitere Bilder Fotos hochladen          |                                                                                                 | Wallstraße 35 (Karte) |                                                         | |    |
| weitere Bilder Fotos hochladen          |                                                                                                 | Wallstraße 36 (Karte) |                                                         | |    |
| weitere Bilder Fotos hochladen          |                                                                                                 | Weibermarkt 4 (Karte) |                                                         | ehemalig |    |
| weitere Bilder Fotos hochladen          |                                                                                                 | Weibermarkt 14 (Karte) |                                                         | |    |
| weitere Bilder Fotos hochladen          | Reichenbachsches Stadtpalais                                                                    | Weibermarkt 15/16 (Karte) |                                                         | mit Nebengebäuden, u. a. Stadtscheune |    |
| BW                                      | Ehemalige Metallwarenfabrik Köhler                                                              | Wettinerstraße 1 (Karte) |                                                         | |    |
| BW                                      |                                                                                                 | Wettinerstraße 2 (Karte) |                                                         | |    |
| Fotos hochladen                         |                                                                                                 | Wettinerstraße 5 (Karte) |                                                         | mit Gartengrundstück |    |
| BW                                      |                                                                                                 | Wettinerstraße 7 (Karte) |                                                         | mit Gartengrundstück und Einfriedung |    |
| BW                                      |                                                                                                 | Wettinerstraße 8 (Karte) |                                                         | |    |
| BW                                      |                                                                                                 | Wettinerstraße 10 (Karte) |                                                         | mit Gartengrundstück und straßenbegleitender Einfriedung |    |
| BW                                      |                                                                                                 | Wettinerstraße 11 (Karte) |                                                         | |    |
| BW                                      |                                                                                                 | Wettinerstraße 13 (Karte) |                                                         | |    |
| BW                                      | Ehemalige Bahnpost                                                                              | Wettinerstraße 14 (Karte) |                                                         | ehemalig |    |
| weitere Bilder Fotos hochladen          | Bahnhof                                                                                         | Wettinerstraße 15 (Karte) |                                                         | |    |
| weitere Bilder Fotos hochladen          |                                                                                                 | Wettinerstraße 22 (Karte) |                                                         | |    |
| Fotos hochladen                         |                                                                                                 | Wettinerstraße 23 (Karte) |                                                         | |    |
| BW                                      |                                                                                                 | Wettinerstraße 24 (Karte) |                                                         | |    |
| Fotos hochladen                         |                                                                                                 | Wettinerstraße 26 (Karte) |                                                         | |    |
| BW                                      |                                                                                                 | Wettinerstraße 27 (Karte) |                                                         | einschließlich Gartengrundstück mit Einfriedung |    |
| Fotos hochladen                         |                                                                                                 | Wettinerstraße 28 (Karte) |                                                         | |    |
| weitere Bilder Fotos hochladen          |                                                                                                 | Wettinerstraße 30 (Karte) |                                                         | |    |
| Fotos hochladen                         |                                                                                                 | Wettinerstraße 31 (Karte) |                                                         | mit Gartengrundstück, Remise und Einfriedung |    |
| Fotos hochladen                         |                                                                                                 | Wettinerstraße 32 (Karte) |                                                         | |    |
| BW                                      |                                                                                                 | Wettinerstraße 33 (Karte) |                                                         | |    |
| Direkt Bild zu diesem Denkmal hochladen |                                                                                                 | Wielandstraße 30 |                                                         | ehemalig |    |
| Direkt Bild zu diesem Denkmal hochladen | Teilstück der Eisenbahnersiedlung                                                               | Zacharias-Kresse-Straße 1 |                                                         | siehe Friedrich-List-Straße |    |
| Direkt Bild zu diesem Denkmal hochladen | Teilstück der Eisenbahnersiedlung                                                               | Zacharias-Kresse-Straße 2 |                                                         | siehe Friedrich-List-Straße |    |
| Direkt Bild zu diesem Denkmal hochladen | Teilstück der Eisenbahnersiedlung                                                               | Zacharias-Kresse-Straße 3 |                                                         | siehe Friedrich-List-Straße |    |
| Direkt Bild zu diesem Denkmal hochladen | Teilstück der Eisenbahnersiedlung                                                               | Zacharias-Kresse-Straße 4 |                                                         | siehe Friedrich-List-Straße |    |
| Direkt Bild zu diesem Denkmal hochladen | Teilstück der Eisenbahnersiedlung                                                               | Zacharias-Kresse-Straße 5 |                                                         | siehe Friedrich-List-Straße |    |
| Direkt Bild zu diesem Denkmal hochladen | Teilstück der Eisenbahnersiedlung                                                               | Zacharias-Kresse-Straße 6 |                                                         | siehe Friedrich-List-Straße |    |
| weitere Bilder Fotos hochladen          |                                                                                                 | Zeitzer Straße 16 (Karte) |                                                         | mit bauzeitlicher Ausstattung, Gartengrundstück und straßenbegleitender Einfriedung                                                                              |    |
| weitere Bilder Fotos hochladen          | Ehemaliges evangelisches Kinderhospital                                                         | Zeitzer Straße 28 (Karte) |                                                         | |    |
| Direkt Bild zu diesem Denkmal hochladen |                                                                                                 | Zschernitzscher Straße 9 |                                                         | |    |
| Fotos hochladen                         | Pfarrhaus Zschernitzsch                                                                         | Zschernitzscher Straße 130 |                                                         | |    |
| weitere Bilder Fotos hochladen          | Turm der Jugend, ehemaliger Bismarckturm                                                        | Zwickauer Straße o. Nr. (Karte) |                                                         | |    |
| BW                                      | Ehemaliges Verwaltungsgebäude der Vereinigten Ortskrankenkassen                                 | Zwickauer Straße 4 (Karte) |                                                         | |    |
| Fotos hochladen                         | Ehemalige Nähmaschinenfabrik Winselmann                                                         | Zwickauer Straße 56 (Karte) |                                                         | |    |

### Ehrenberg
| Bild                                    | Bezeichnung    | Lage                                                        | Datierung | Beschreibung                           | ID |
| --------------------------------------- | -------------- | ----------------------------------------------------------- | --------- | -------------------------------------- | -- |
| Direkt Bild zu diesem Denkmal hochladen | Wohnanlage     | Schloßstraße 1 und 3                                        |           | einschl. Gärten, Wege und Nebengebäude |    |
| BW                                      | Schule         | Schloßstraße 5 (Karte)                                      |           |                                        |    |
| weitere Bilder Fotos hochladen          | Schloss        | Schloßstraße 20/22 (Karte)                                  |           | mit ehemaligem Ökonomiehof und Park    |    |
| Direkt Bild zu diesem Denkmal hochladen | Wegweiserstein | Ortsausgang Ehrenberg in Richtung Mockzig, Abzweig Greipzig |           |                                        |    |

### Knau
| Bild                                    | Bezeichnung      | Lage           | Datierung | Beschreibung | ID |
| --------------------------------------- | ---------------- | -------------- | --------- | ------------ | -- |
| Direkt Bild zu diesem Denkmal hochladen | Sachteil Torhaus | Denkmalring 16 |           |              |    |

### Kosma
| Bild                           | Bezeichnung | Lage                       | Datierung | Beschreibung                                                                             | ID |
| ------------------------------ | ----------- | -------------------------- | --------- | ---------------------------------------------------------------------------------------- | -- |
| weitere Bilder Fotos hochladen | Kirche      | Hauptstraße o. Nr. (Karte) |           | mit Ausstattung, Kirchhof und Einfriedung, einschl. ehem. Leichenhaus und Kriegerdenkmal |    |
| BW                             |             | Schenkenberg 4 (Karte)     |           |                                                                                          |    |

### Mockzig
| Bild            | Bezeichnung | Lage                      | Datierung | Beschreibung | ID |
| --------------- | ----------- | ------------------------- | --------- | ------------ | -- |
| Fotos hochladen |             | Zehmaer Straße 13 (Karte) |           |              |    |
| Fotos hochladen |             | Zehmaer Straße 19 (Karte) |           |              |    |

### Modelwitz
| Bild                                    | Bezeichnung    | Lage                                                         | Datierung | Beschreibung | ID |
| --------------------------------------- | -------------- | ------------------------------------------------------------ | --------- | ------------ | -- |
| BW                                      |                | Mockziger Straße 7 (Karte)                                   |           |              |    |
| Direkt Bild zu diesem Denkmal hochladen | Wegweiserstein | Ortsausgang Ehrenberg in Richtung Mockzig, Abzweig Modelwitz |           |              |    |

### Oberzetzscha
| Bild            | Bezeichnung          | Lage                          | Datierung | Beschreibung     | ID |
| --------------- | -------------------- | ----------------------------- | --------- | ---------------- | -- |
| Fotos hochladen | Wohnhaus             | Oberer Wiesenhang 1           | 1780      | mit Nebengebäude |    |
| Fotos hochladen |                      | Querstraße 11 (Karte)         |           | ehemalig         |    |
| BW              |                      | Unterer Wiesenhang 7 (Karte)  |           | ehemalig         |    |
| Fotos hochladen | Ehemaliges Rittergut | Oberer Wiesenhang 14          |           |                  |    |
| Fotos hochladen |                      | Unterer Wiesenhang 15 (Karte) |           | ehemalig         |    |
| Fotos hochladen |                      | Unterer Wiesenhang 16 (Karte) |           |                  |    |

### Paditz
| Bild                                    | Bezeichnung    | Lage                     | Datierung | Beschreibung | ID |
| --------------------------------------- | -------------- | ------------------------ | --------- | ------------ | -- |
| BW                                      |                | An der Pleiße 25 (Karte) |           |              |    |
| weitere Bilder Fotos hochladen          | Brücke         | Pleißenbrücke (Karte)    | 1531      |              |    |
| Direkt Bild zu diesem Denkmal hochladen | Wegweiserstein | Pleißenbrücke            |           |              |    |

### Stünzhain
| Bild                                    | Bezeichnung                                  | Lage                 | Datierung | Beschreibung                | ID |
| --------------------------------------- | -------------------------------------------- | -------------------- | --------- | --------------------------- | -- |
| Fotos hochladen                         | Ehemaliges Wirtschaftsgebäude des Pfarrhofes | Stünzhain 13 (Karte) |           |                             |    |
| Direkt Bild zu diesem Denkmal hochladen | Pfarrhof                                     | Stünzhain 15         |           |                             |    |
| weitere Bilder Fotos hochladen          | Kirche                                       | Stünzhain 17 (Karte) |           |                             |    |
| Direkt Bild zu diesem Denkmal hochladen | Ehemaliger Amalienhof                        | Stünzhain 19 und 21  |           | einschließlich Nebengebäude |    |
| Direkt Bild zu diesem Denkmal hochladen | Mausoleum der Familie von Blödau             | Friedhof             |           |                             |    |

### Zschechwitz
| Bild                                    | Bezeichnung    | Lage                                     | Datierung | Beschreibung | ID |
| --------------------------------------- | -------------- | ---------------------------------------- | --------- | ------------ | -- |
| Direkt Bild zu diesem Denkmal hochladen | Wegweiserstein | Zschechwitzer Berg / Abzweig nach Paditz |           |              |    |

## Ehemalige Kulturdenkmale
| Bild | Name | Lage                   | Erbaut | Abgegangen | Einzelnachweis          |
| --- | --- | ---------------------- | ------ | ---------- | ----------------------- |
| | Wohn-Geschäftshäuser an der Klostergasse, Teil der denkmalgeschützten Gesamtanlage „Kernstadt Altenburg mit Vorstädten“ | Klostergasse 1–5       | 1870   | 2011       | [ 2 ] [ 3 ] [ 4 ] [ 5 ] |
| Bild gesucht Die Wikipedia wünscht sich an dieser Stelle ein Bild vom hier behandelten Ort. Weitere Infos zum Motiv findest du vielleicht auf der Diskussionsseite . Falls du dabei helfen möchtest, erklärt die Anleitung , wie das geht. BW | Barockhaus Bei der Brüderkirche 9, Einzeldenkmal                                                                        | Bei der Brüderkirche 9 | 1753   | 2011       | [ 6 ] [ 7 ]             |

## Bodendenkmale
Siedlungsgebiet um die Bartholomäikirche mit Brühl (historischer Siedlungskern)
Amtsgasse 3, 4, Verkehrsfläche
Brühl 1, 2, 3, 4, 5, 6, 7, Verkehrsfläche
Burgstraße 1, 2, 3, 4, 5, 6, 7 mit Hinter der Waage 5, 8, 10, 11, 12, 16, 17, 18 (Bartholomäikirche), 19, Verkehrsfläche
Friedrich-Ebert-Straße 1, 2, 3, 4, 5, 7, 9, Verkehrsfläche
Hinter der Waage Verkehrsfläche
Johannisstraße 1
Kirchberg 4, 5, 6, Verkehrsfläche
Pauritzer Straße 1, 63, Stadtmauer
Polhofgasse 4, Verkehrsfläche
Ringstraße 4
Sporenstraße 7, 8, 9, Verkehrsfläche
Siedlungsgebiet mit Topf- und Kornmarkt (historischer Siedlungskern)
Baderei 1, 2, 3, 4, 9, 10, 11
Bei der Brüderkirche 8, 9, Verkehrsfläche
Kesselgasse 1, 2, 3, 4, 5, 6, 7, 20, 21, 22, 23, 24, 25, 26, Verkehrsfläche
Klostergasse 1, 3, 5, Verkehrsfläche
Kornmarkt 1, 2, 3, 4, 5, 6, 7, 8, 9, 10, 11, 12, 13, 14, 15, 16, 17, 18 mit Markt 3, 19, 20, Verkehrsfläche
Markt 1 (Rathaus), 2, 4, 5, 6, 7, 8, 9, 34, 35, 36, 38, 39, 40, 41, Verkehrsfläche (Marktplatz)
Moritzstraße 1, 2, 3, 4, 5, 6, 7, 8, 9, 15, 16, 17, 18, 19, 20, 22, Verkehrsfläche
Nansenstraße 4
Schmöllnsche Straße 5, 9, 10, 11
Spiegelgasse 1, 2, 3, 4, 5, 10, 11, 12, 13, 14, 15, 16, Verkehrsfläche
Topfgasse 1, 2, 3/4, Verkehrsfläche
Topfmarkt 1, 2, 3, 3a mit Markt 37, 4, 5, 6, 7, 8, 9, 10, 11, 12, Verkehrsfläche
Bereich Pauritzer Straße (historischer Siedlungskern)
Stadtmauer
Dostojewskistraße 1, 2, 18, 19, Verkehrsfläche
Dr.-Wilhelm-Külz-Straße 4, 5, 6, 7, 8, 8a
Glockengasse 2, 4, Verkehrsfläche
Malzberg Verkehrsfläche
Pauritzer Platz 1, Verkehrsfläche
Pauritzer Straße 2, 3, 4, 5, 6, 7, 8, 9, 10, 11, 12, 13, 14, 15, 17, 19, 20, 21, 26 mit Rosa-Luxemburg-Straße 7, 28 mit Rosa-Luxemburg-Straße 9, 30 mit Rosa-Luxemburg-Straße 11, 31 mit Rosa-Luxemburg-Straße 12, 32 mit Rosa-Luxemburg-Straße 13, 33, 34, 35, 36, 37, 38, 39, 42, 43, 44, 45, 46, 47, 48, 49, 50, 50 mit Pauritzer Straße 51, 52, 53 mit Spitzweggäßchen, 54 mit Spitzweggäßchen, 55 mit Spitzweggäßchen, 56 mit Spitzweggäßchen, 57 mit Spitzweggäßchen, 58, 58 mit Pauritzer Straße 59, 60, 62, Gartenland, Verkehrsfläche
Rosa-Luxemburg-Straße 3, 4 mit Pauritzer Straße 23, 5 mit Pauritzer Straße 24, 6 mit Pauritzer Straße 25, 10, 14, 15 mit Pauritzer Straße
Spitzweggäßchen 1, Verkehrsfläche
Theaterplatz 10 mit Pauritzer Straße 18, 11a, 12 mit Theaterplatz 13
Nikolaikirchhof (historischer Siedlungskern)
Dechanei 1 mit Roßplan 11–16, 2, 3, 4, 5, 6, 7, 8, 9, 10 mit Nikolaikirchhof 32, 11, 12, Stadtmauer, Verkehrsfläche
Fleischergasse 1, 2, 3, 4, 5, 6, 7, 13, 14, 15, 16, Verkehrsfläche
Hirtengasse 1, 2, 4, Verkehrsfläche
Langengasse 16, Stadtmauer (mit Sterlsgasse), Stadtmauer (mit Dechanei)
Nikolaikirchhof 1, 2, 3, 4, 5, 6, 7, 8, 9, 10, 11, 12, 13, 14, 15, 16, 18, 19, 20, 21, 22, 23, 24, 25, 26, 27, 28/29, 30, 31, 32 mit Dechanei 10, 33, 34, 35, 36, 37, 38, 39, 40, 41, 42, 43, 44, 45, 46, 47, 48, 49, 50, 51, 52, 53, 54, 55, 56, 57, 58, 59, 60, Stadtmauer, Verkehrsfläche
Roßplan 1, 3, 4, 5, 6, 7, 8, 9, 10, 17, Stadtmauer
Schmöllnsche Straße 19, 20, 21, 22, 23, 24, 25, 26, 27, 28, 29, 30, 31, 32, 33, 35, Verkehrsfläche
Spiegelgasse 6, 9
Sterlsgasse 1, 2, Verkehrsfläche
Gebiet um die „Roten Spitzen“ – ehemaliges Bergerkloster (historischer Siedlungskern)
Am Kleinen Teich Verkehrsfläche
Berggasse mit hinter Berggasse 32, mit hinter Frauengasse 13 (Garten und Steinbruch), 9/10, 11, 12, 14, 15, 16, 17, 18, 23, 24, 25, 26, 27, 28, 29, 29a, 30, 31, 32, 33, 34, 35, 36, 37, 38, 40, 41, 42, 43, 44, 45, 48, Grünstreifen an der Berggasse, Verkehrsfläche
Berggasse / Neugasse Grüninsel zwischen den beiden Straßen
Frauengasse 2, 6, 10
Jungferngasse Verkehrsfläche
Kräutrichsgasse 6a, Verkehrsfläche
Mönchsgasse 1, 2, Verkehrsfläche
Neugasse 1, 2, 19, 20, 21, 22, 23, 24, 25, 26, 27, 28, Verkehrsfläche
Stiftsgraben 1, 2, 3, 4, 5, 6, 25, 26, Verkehrsfläche
Torgasse 1, 2, 3 mit bei Marienbad, 4, 5, 6, 7, 8, 9, Verkehrsfläche
Treppengasse 1, 2, 4, 5, 6, 7, 8, Verkehrsfläche
Bereich Hillgasse (historischer Siedlungskern)
Baderei 5, 6, 7, Verkehrsfläche
Hillgasse 1, 2, 3, 4, 5, 6, 7/8, 8, 9, 10, 11, Verkehrsfläche
Kunstgasse 6, 7, 8, 9, 10, 11, 12, Stadtmauer mit Hussitenturm
Mühlpforte Verkehrsfläche
Teichstraße 17, 18, 19, 20, 21, 22
Wallstraße Stadtmauer, Verkehrsfläche
Bereich Roßplan (historischer Siedlungskern)
Kesselgasse 7a, 8–13 mit Teichstraße 30 und 31
Moritzstraße 10/11, 12, 13, 14
Roßplan 18, 22, 23, 24
Schmöllnsche Straße 1, 2, 3
Teichstraße 2, 3, 31, Verkehrsfläche
Mittelalterliche Brunnenanlage auf dem Grundstück Pauritzer Str. 21/22 in Altenburg
Wehranlage Schloßberg (Platz der slawischen Burganlage des deutschen Burgwardmittelpunktes sowie der Pfalz und Burg Altenburg)
Bereich Schloß Ehrenberg (Wehranlage, Burg)
Wallanlage „Paditzer Schanzen“ in Stünzhain (Befestigungsanlage)
Wasserburg „Die Insel“ in Schlöpitz (Befestigungsanlage)
Wasserburg „Poschwitz“ (Befestigungsanlage)
spätmittelalterliches Steinkreuz (Siegfried-Flack-Straße)

## Legende
- Bild: zeigt ein Bild des Kulturdenkmals und gegebenenfalls einen Link zu weiteren Fotos des Kulturdenkmals im Medienarchiv Wikimedia Commons
- Bezeichnung: Name, Bezeichnung oder die Art des Kulturdenkmals
- Lage: Wenn vorhanden Straßenname und Hausnummer des Kulturdenkmals; Grundsortierung der Liste erfolgt nach dieser Adresse. Der Link Karte führt zu verschiedenen Kartendarstellungen und nennt die Koordinaten des Kulturdenkmals.
 Kartenansicht, um Koordinaten zu setzen – in dieser Kartenansicht sind Kulturdenkmale ohne Koordinaten mit einem roten bzw. orangen Marker dargestellt und können in der Karte gesetzt werden. Kulturdenkmale ohne Bild sind mit einem blauen bzw. roten Marker gekennzeichnet, Kulturdenkmale mit Bild mit einem grünen bzw. orangen Marker.
- Datierung: gibt das Jahr der Fertigstellung beziehungsweise das Datum der Erstnennung oder den Zeitraum der Errichtung an
- Beschreibung: bauliche und geschichtliche Einzelheiten des Kulturdenkmals, vorzugsweise die Denkmaleigenschaften
- ID: Die ID identifiziert das Kulturdenkmal eindeutig. In Thüringen sind aktuell keine IDs veröffentlicht. In der ID-Spalte kann sich auch folgendes Icon  befinden, dies führt zu Angaben zu diesem Kulturdenkmal bei Wikidata.